# Archaeopteris
Archaeopteris es un género de plantas extintas del Devónico y Carbonífero. Tenía una apariencia similar a la de los árboles, con hojas parecidas a la de los helechos de hoy en día, este árbol se encuentra en los estratos que datan del Devónico superior al Carbonífero inferior (383 a 323 millones de años atrás), la cual tiene una distribución mundial. El nombre deriva de los griego antiguo ἀρχαῖος (archaios) que significa “antiguo”, y πτέρις (pteris), que significa “helecho”. 
Hasta el descubrimiento en 2007 de Wattieza, muchos científicos consideraron a Archaeopteris la primera especie de árbol. Las yemas de los cojinetes, las articulaciones de las ramas reforzadas y los troncos ramificados son similares a la madera de hoy en día, recuerdan más a los árboles modernos que producen semillas que otros taxones que llevan esporas; combina características de árboles leñosos y helechos herbáceos, y pertenece a un grupo de plantas extintas llamadas las progimnospermas, plantas con madera similar a la de las gimnospermas, pero que producen esporas en lugar de semillas. 

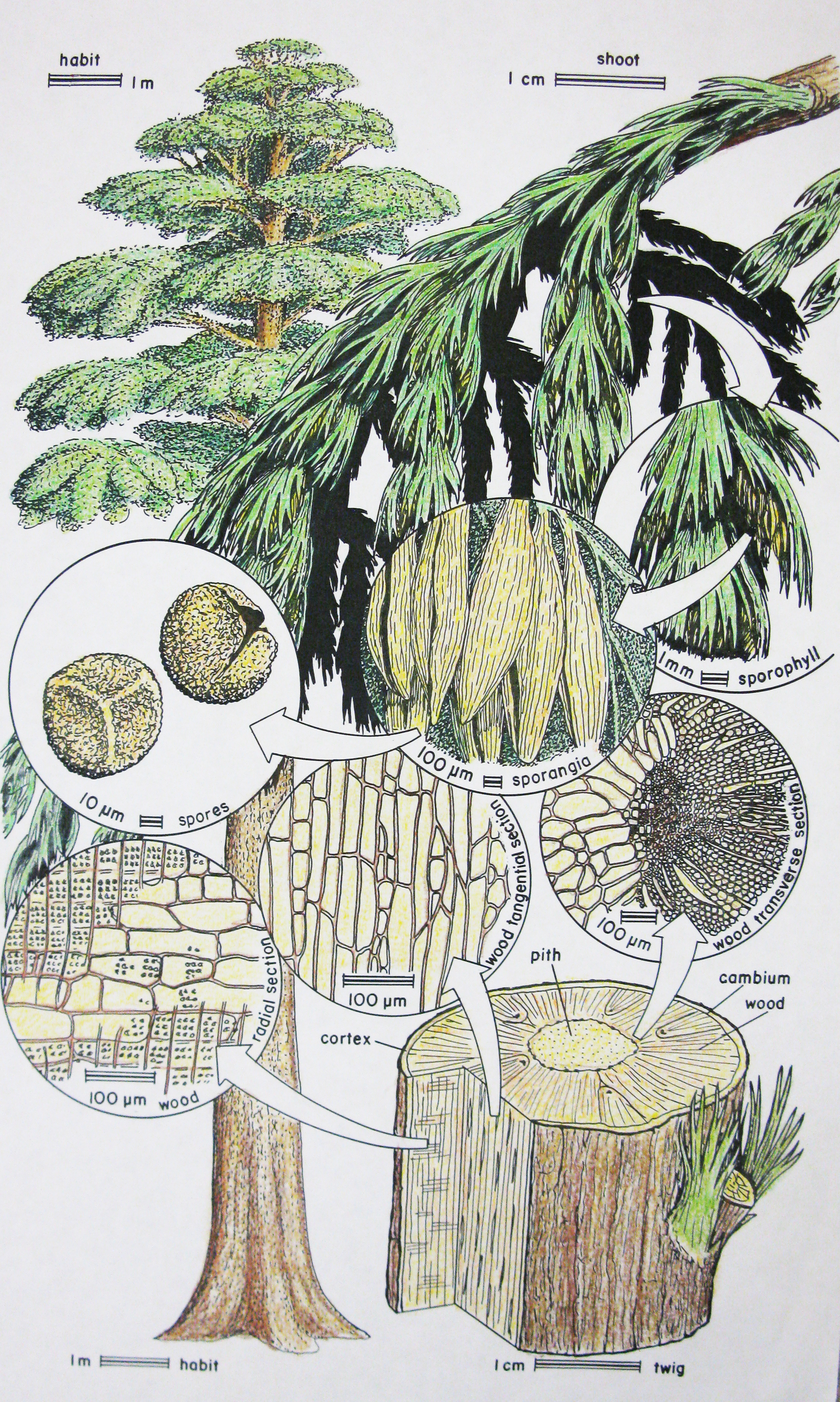
Una reconstrucción de Archaeopteris macilenta del Devónico, Walton Formación de Hancock, Nueva York

## Anatomía
Los árboles de este género crecieron típicamente hasta 10 metros de altura con el follaje frondoso que recuerda a algunas coníferas. Las frondas grandes estaban densamente fijadas con folíolos en forma de abanico en tallos que se inclinaban bruscamente hacia arriba. Los troncos de algunas especies superaban 1,5 metros de diámetro. Las ramas veteadas divergieron dicotómicamente. También hubo cambio de paso intermedio en cada nodo de la fronda o ejes.
Los brotes frondosos ocurrieron en disposición opuesta en un solo plano. Los folíolos, o pínulas, se solapaban entre sí y eran subcirculares a forma de cuña. En las ramas fértiles, algunas de las hojas fueron reemplazadas por cápsulas de esporas.

## Adaptaciones modernas
Aparte de su tronco leñoso, Archaeopteris poseía otras adaptaciones modernas para la captación de la luz y tal vez a la estacionalidad también. La hojas parecidas a una sombrilla pudieron haber optimizado la intercepción de luz a nivel del dosel. En algunas especies, las pínulas fueron conformados y orientados para evitar el sombreado entre sí. Hay evidencia que frondas enteras se derramaran juntas como unidades individuales, quizás estacionalmente como los actuales árboles caducifolios  o como los árboles en la familia del ciprés Cupressaceae.
La planta tenía zonas nodales que habrían sido sitios importantes para el posterior desarrollo de las raíces y las ramas laterales. Algunas ramas eran latentes y adventicias, similares a las producidas por los árboles vivos que eventualmente se convierten en raíces. Antes de este tiempo, las raíces rizoma poco profundas habían sido la norma, pero con Archaeopteris se estaban desarrollando sistemas de raíces más profundas que podrían soportar un crecimiento cada vez mayor.

## Hábitat
La evidencia indica que Archaeopteris prefería suelos húmedos, creciendo cerca de los sistemas fluviales como los ríos y en bosques cerca de terreno inundable. Habría formado una parte significativa de la vegetación del dosel de los primeros bosques. Hablando de la primera aparición de Archaeopteris en la escena mundial, Stephen Scheckler, profesor de biología y ciencias geológicas en el Instituto Politécnico de Virginia, dice: “Cuando [Archaeopteris] apareció, se convirtió rápidamente en el árbol dominante en toda la Tierra. Todas las áreas de tierra que eran habitables, todas tenían este árbol”.
Scheckler cree que Archaeopteris tuvo un papel importante en la transformación de su entorno. “Su litera alimentó los arroyos y fue un factor importante en la evolución de los peces de agua dulce, cuyo número y variedades explotaron en ese momento e influyó en la evolución de otros ecosistemas marinos. Fue la primera planta en producir un extenso sistema radicular por lo que tuvo un profundo impacto en la química del suelo y una vez que estos cambios en el ecosistema ocurrieron, fueron cambiados para siempre ”.
Archaeopteris puede haber jugado un papel importante en la transformación del clima de la Tierra durante el Devónico antes de extinguirse en un corto período de tiempo al comienzo del período Carbonífero.

## Relación con Spermatophyta
Archaeopteris es miembro de un grupo de plantas leñosas que liberan esporas llamadas Progymnospermophyta que se interpretan como ancestros distantes de las Gymnospermae. Las Archaeopteris se reproducen por la liberación de esporas en lugar de semillas que producen, pero algunas de las especies, como Archaeopteris halliana eran heterosporas, produciendo dos tipos de esporas. Se cree que esto representa un primer paso en la evolución de las plantas vasculares hacia la reproducción por semillas, que aparecieron por primera vez en el grupo de gimnospermas, los helechos semilleros (Pteridospermae). Las coníferas o Pinidae son una de las cuatro divisiones de gimnospermas existentes que surgieron de los helechos semilleros durante el período Carbonífero.

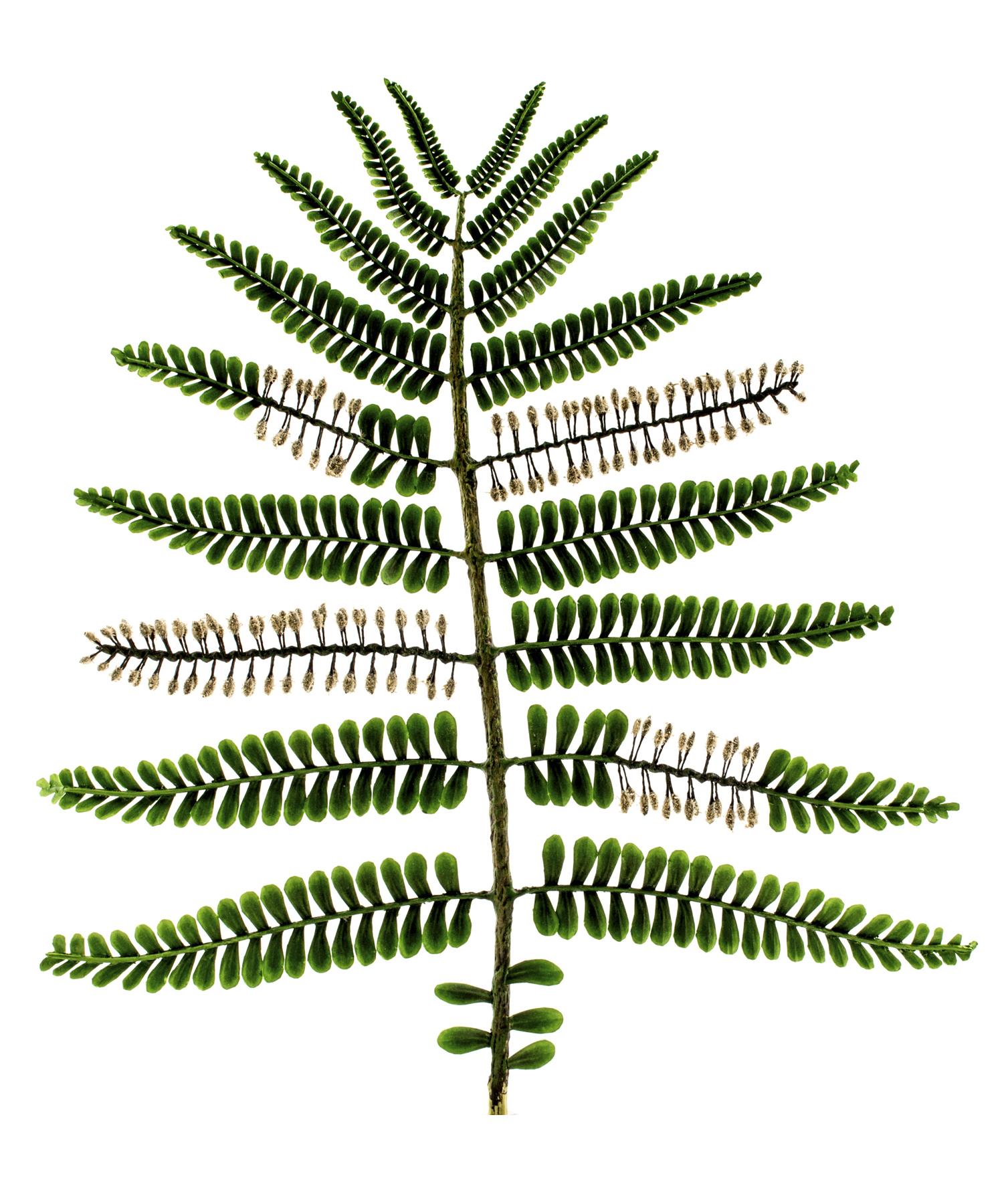
Archaeopteris sp. - La reconstrucción en MUSE - Museo de la Ciencia de Trento.

## Descubrimiento y clasificación
Archaeopteris fue originalmente clasificado como un helecho, y se mantuvo clasificado así por más de 100 años. En 1911, el paleontólogo ruso Mikhail Dimitrievich Zalessky describió un nuevo tipo de madera petrificada de la cuenca de Donetz en Ucrania. Llamó a la madera Callixylon, aunque no encontró más estructuras que el tronco. Se reconoció la similitud con la madera de conífera. También se observó que los helechos del género Archaeopteris se encontraban a menudo asociados con fósiles de Callixylon.
En la década de 1960, el paleontólogo Charles B. Beck fue capaz de demostrar que la madera fósil conocida como Callixylon y las hojas conocidas como Archaeopteris eran en realidad parte de la misma planta. Era una planta con una mezcla de características que no se ven en ninguna planta viva, un vínculo entre los verdaderos gimnospermas y helechos.
El género Archaeopteris se coloca en el orden Archaeopteridales y la familia Archaeopteridaceae. 
El nombre es similar a la primera ave de plumas conocida como Archaeopteryx, pero en este caso se refiere a la naturaleza de helecho de hojas de la planta, nunca se debe confundir pero algunos aun lo hacen por el parecido.